# Incidente de Bihar de 2013
El incidente de Bihar de 2013 fue un incidente de intoxicación por ingestión de comida en mal estado el 16 de julio de 2013 en Dharmashati Gandama, en el distrito de Saran, estado de Bihar, India, donde al menos 23 estudiantes murieron y varias decenas más se enfermaron en una escuela primaria tras comer una comida al mediodía contaminada con pesticidas. Enfurecidos por las muertes y las enfermedades, los habitantes salieron a las calles en varias partes del distrito con protestas violentas. Posteriormente, el gobierno de Bihar tomó una serie de medidas para prevenir la repetición de tales incidentes.

## El incidente

Localización del distrito de Saran, en el estado de Bihar, lugar del incidente.

El 16 de julio de 2013, los niños de entre cuatro y doce años de la escuela primaria Dharmasati-Mata Mandir en la aldea Gandaman (7,3 km al oeste del pueblo de Masrakh, y 89 km al noroeste de Patna, la capital de Bihar) se quejaron de que su almuerzo tenía un sabor extraño. Los niños que cuestionaron la comida fueron reprendidos por la directora. Antes, la directora Meena Devi había sido informada por la cocinera de la escuela que el nuevo aceite de cocina estaba descolorido y olía raro. Kumari respondió que el aceite se había comprado en un supermercado local y que su uso era seguro. El cocinero, que también fue hospitalizado por envenenamiento dijo más tarde a los reporteros que «parecía que había una acumulación de desechos residuales en la parte inferior de la botella de aceite. La comida cocinada en la escuela ese día consistía en granos de soja, arroz y patata al curry.
Treinta minutos después de comer los niños se quejaron de dolor de estómago y poco después empezaron a sufrir de vómitos y diarrea. El número de niños enfermos abrumó a la escuela y el sistema médico local. Algunos de los niños enfermos fueron enviados a casa, lo que obligó a sus padres a buscar ayuda por su cuenta. Según el recuento oficial, 23 niños murieron como resultado de la comida contaminada. Los padres y los pobladores locales dijeron que al menos 27 habían muerto. Dieciséis niños murieron en el lugar y otros cuatro fueron declarados muertos a su llegada al hospital local mientras otros murieron dentro del hospital. Entre los muertos, dos de los niños eran hijos de la cocinera Panna Devi. Su tercer hijo sobrevivió. Un total de 48 estudiantes cayeron enfermos por la comida contaminada. Tres se quedaron en estado crítico a partir del 17 de julio. Treinta y un niños fueron trasladados al Hospital Universitario de Patna (PMCH) para continuar el tratamiento.